# Special Day/SYNCHROMANCE
「Special Day/SYNCHROMANCE」は、日本の女性アイドルグループ・さんみゅ〜の楽曲。12枚目のシングルとして2019年5月15日にsunmyu works.
から発売された。

## 楽曲
前作「真夏のFantasy」から9ヶ月ぶりの新曲。春らしく明るくなれる楽曲。

## パフォーマンス、プロモーション
2019年2月26日、AKIBAカルチャーズ劇場での定期公演にて12thシングルおよび2ndアルバムの同時リリースを発表。
4月14日、公式SNSにてタイトルを発表
4月15日、公式サイトにてジャケット写真およびアーティスト写真解禁
4月16日、AKIBAカルチャーズ劇場での定期公演にて楽曲初披露。

## シングル収録内容
| #  | タイトル         | 作詞        | 作曲        | 編曲     |
| -- | ---------------- | ----------- | ----------- | -------- |
| 1. | 「Special Day」  | 福富幸宏    | 福富幸宏    | 福富幸宏 |
| 2. | 「SYNCHROMANCE」 | サイレンジ! | サイレンジ! | 久下真音 |

## リリース日一覧
| 地域 | リリース日    | レーベル      | 規格       | カタログ番号         |
| ---- | ------------- | ------------- | ---------- | -------------------- |
| 日本 | 2019年5月15日 | sunmyu works. | CDシングル | SUNWKS-007（通常盤） |